# 萨迪亚克
萨迪亚克（法語：Sadillac，法語發音：[sadijak]）是法国多尔多涅省的一个市镇，属于贝尔热拉克区。该市镇总面积5.63平方公里，2009年时的人口为105人。

## 人口
萨迪亚克人口变化图示